# Azteca minor
Azteca minor är en myrart som beskrevs av Auguste-Henri Forel 1904. Azteca minor ingår i släktet Azteca och familjen myror. Inga underarter finns listade.